# Amata cyanura
Amata cyanura  là một loài bướm đêm thuộc phân họ Arctiinae, họ Erebidae.